# The Trap (1913)
The Trap é um filme mudo norte-americano de 1913, do gênero drama, dirigido por Edwin August, produzido por Pat Powers, estrelado por Murdock MacQuarrie, Pauline Bush e Lon Chaney. O filme é presumidamente considerado perdido. Chaney viria aparecer em um filme relacionado de mesmo nome, em 1922

## Elenco
- Murdock MacQuarrie ... Chance
- Pauline Bush ... Jane
- Cleo Madison ... Cleo
- Lon Chaney ... Lon